# Orden de Servicio Imperial

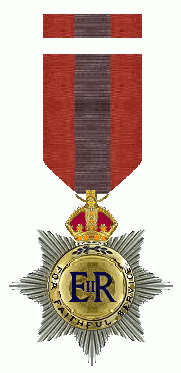
Condecoración de hombre

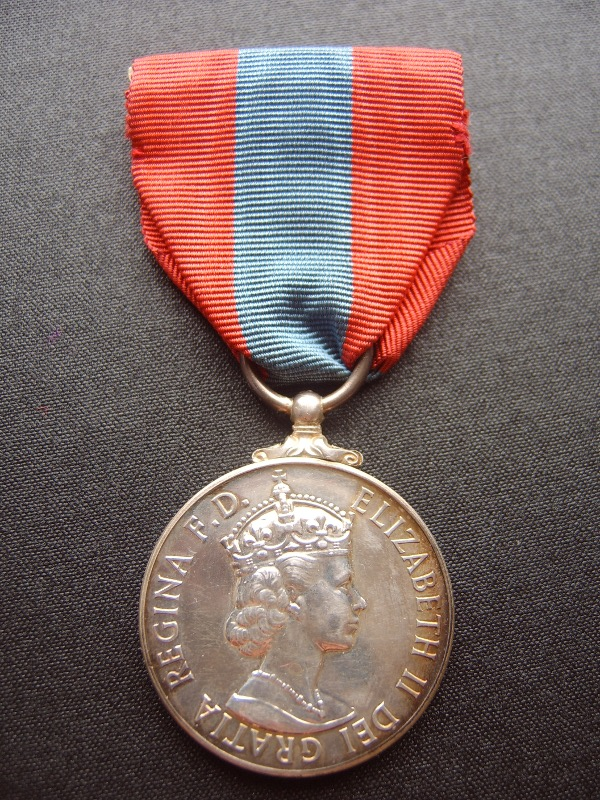
Anverso de la Medalla al Servicio Imperial

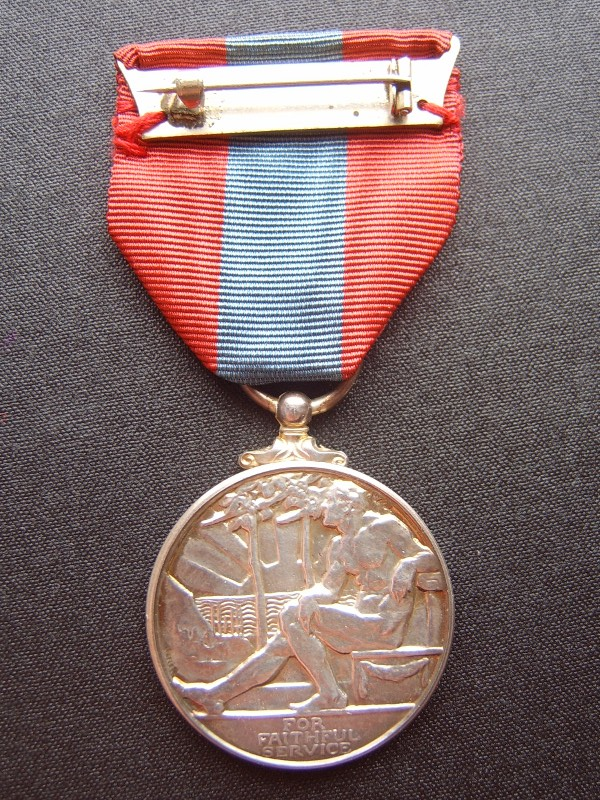
Reverso de la Medalla al Servicio Imperial

La Orden de Servicio Imperial fue establecida por el Rey Eduardo VII en agosto de 1902, se entregaba al personal del Servicio Público de todo el Imperio británico de la administración o funcionarios, cuando se retiraban, por un servicio largo y meritorio.
Normalmente la persona debía haber trabajado durante 25 años para ser candidata, pero este plazo se podía reducir a 16 para aquellos que servían en lugares más conflictivos. Había una sola clase: Compañero (de la Orden del Servicio Imperial). Se podía otorgar tanto a hombres como a mujeres y los que la recibían tenían derecho a usar las letras postnominales ISO (el acrónimo en inglés).

## Insignia
La insignia de la orden para los hombres era una estrella plateada de ocho puntas, con el rayo superior oscurecido por una corona; el centro dorado llevaba inscrita la clave del monarca reinante rodeada de la leyenda "Al Servicio Leal". Todo sostenido por una cinta de color carmesí con una lista central azul. 
La insignia de la orden para las mujeres tenía el mismo medallón que la de los hombres, rodeada de una corona de laurel plateado y rematado con una corona. Todo suspendido de una cinta color carmesí con una raya central azul.

## Medalla al Servicio Imperial
Los funcionarios sin puesto de responsabilidad que completan 25 años pueden ser candidatos a recibir la Medalla al Servicio Imperial (ISM en las siglas en inglés) al jubilarse. La medalla es  circular, de plata y lleva grabada la efigie del monarca reinante en el anverso, y un motivo de un hombre desnudo descansando después del trabajo, con la leyenda "Al Servicio Leal" en el reverso. El diseño de la cinta o el nudo es igual que en la Orden del Servicio Imperial.

## Reformas de 1993
Durante las reformas del Sistema de honores británico de 1993 el gobierno británico decidió no hacer nuevos nombramientos a la Orden del Servicio Imperial; sin embargo, la Medalla del Servicio Imperial continua entregándose. En años recientes, tan solo el gobierno de Papúa Nueva Guinea nominando a candidatos para la Orden y la Medalla